# ルシアナ・レオン
ルシアナ・レオン（Luciana León、1978年6月30日 - ）は、ペルーの政治家。